# Friedrich Rödinger
Johann Friedrich Rödinger (* 11. Februar 1800 in Lehrensteinsfeld; † 20. Juni 1868 in Stuttgart) war ein deutscher Jurist, Journalist und Mitglied der Frankfurter Nationalversammlung.

## Leben
Rödinger arbeitete zunächst als Schreiber in Spiegelberg und erarbeitete sich das Abitur durch Selbststudium. 1819 schloss der sich der Burschenschaft Germania Tübingen an. Von 1820 bis 1824 studierte er Jura in Tübingen und Jena, in Jena wurde er ebenfalls Mitglied der Burschenschaft. Er war Mitglied des revolutionären Jünglingsbundes, unter anderem deswegen wurde er 1825 wegen „burschenschaftlicher Umtriebe“ zu drei Jahren Haft verurteilt, die er von 1825 bis 1826 auf dem Hohenasperg ableistete.
1826 wurde er Richter in Stuttgart, später Rechtskonsulent.
Von Juli 1829 bis Dezember 1830 leitete er als verantwortlicher Redakteur die von der Cotta’schen Verlagsbuchhandlung herausgegebene Zeitschrift „Allgemeine Justiz-, Cameral- und Polizei-Fama“. Zusammen mit Gottlob Tafel war er seit 1830 Herausgeber und Redakteur der politischen Zeitung „Der Hochwächter“ (später „Der Beobachter“). Wie Tafel wurde er in die Württembergischen Landstände gewählt, die Wahl aber wegen seiner Vorstrafe nicht anerkannt. 1833 wurde er wegen Pressevergehen verklagt, er saß in Untersuchungshaft, wurde dann schließlich freigesprochen.
Im Revolutionsjahr 1848 war er Vorsitzender des Republikanischen Klubs in Stuttgart und Redner bei der Volksversammlung in Göppingen. Ab 1848 gründete er auch mehrere Volksvereine in Württemberg. 1848 war er Mitglied des Vorparlaments.
1848–1849 war Rödinger Vizepräsident der Württembergischen Kammer der Abgeordneten und 1849–1850 Vizepräsident der Ersten bis Dritten Landesversammlung des Königreiches Württemberg.  1848 war er Mitglied des Paulskirchenparlaments in den Fraktionen Deutscher Hof und Märzverein als Abgeordneter des Wahlkreises Jagstkreises (Öhringen). Er war Mitglied des Prioritätsausschusses. 1851–1868 war er Mitglied der Württembergischen Kammer der Abgeordneten. 1851 wurde er wegen Ungehorsams gegenüber der Regierung verklagt und später freigesprochen.
Ab 1853 arbeitete er als wissenschaftlicher Publizist in Stuttgart.

## Werke
- Die Gesetze der Bewegung im Staatsleben und der Kreislauf der Idee, 1864.